# Estaciones porteñas
Las cuatro estaciones porteñas (spanisch für Die vier Jahreszeiten in Buenos Aires), kurz Estaciones porteñas, sind vier Tangokompositionen von Ástor Piazzolla. Im Titel wird die Verbindung zu den Vier Jahreszeiten von Antonio Vivaldi deutlich, das Adjektiv porteño verweist auf Buenos Aires.

## Entstehungsgeschichte
Die einzelnen Sätze der Jahreszeiten entstanden in den Jahren 1965 bis 1969. Verano porteño (Sommer) entstand 1965 als Bühnenmusik für das Theaterstück Melenita de Oro von Alberto Rodríguez Muñoz, einen Freund Piazzollas. Otoño porteño (Herbst) folgte 1969, Primavera porteña (Frühling) 1970 und Invierno porteño (Winter) ebenfalls 1970.
Im Mai 1970 führte Piazzollas Quintett die Stücke erstmals zusammen auf, und zwar im Rahmen eines Konzerts im Teatro Regina in Buenos Aires, das live mitgeschnitten und als LP veröffentlicht wurde. Ob Piazzolla von Beginn eine von Vivaldis Jahreszeiten inspirierte Suite vorschwebte, ist nicht belegt.

## Musik
Die Sätze der Suite sind wie folgt benannt (in der Reihenfolge der ersten gemeinsamen Aufführung):
1. Verano porteño (Sommer in Buenos Aires)
2. Otoño porteño (Herbst in Buenos Aires)
3. Primavera porteña (Frühling in Buenos Aires)
4. Invierno porteño (Winter in Buenos Aires)

Die Reihenfolge deckt sich nicht mit der von Vivaldis Jahreszeiten; sie war bei Piazzollas Verleger in diversen Veröffentlichungen verschiedener Bearbeitungen nie einheitlich.
Musikalisch sind die Estaciones porteñas allenfalls dezent von Vivaldi beeinflusst. Bestimmter handelt es sich um Stimmungsbilder aus Buenos Aires im Tango-nuevo-Stil mit dem für Piazzolla charakteristischen Gespür für atmosphärische Dichte, mit lyrischen Momenten und ausgeprägter Rhythmik. Im dreiteiligen Aufbau (schnell – langsam – schnell) und einigen melodischen Anspielungen sind Bezüge zu Vivaldi auszumachen.

## Besetzung und Bearbeitungen
Wie viele andere seiner Werke schrieb Piazzolla die vier Stücke für sein aus Violine (Viola), Klavier, E-Gitarre, Kontrabass und Bandoneon bestehendes Quintett.
- Eine Version für Violine, Cello und Klavier sowie eine weitere für Streichorchester schuf José Bragato, der auch Bearbeitungen für andere Werke Piazzollas besorgte.[2]
- Eine Fassung für Symphonieorchester schrieb 1989 Carlos Franzetti.[3]
- Ein von Gidon Kremer beauftragtes Arrangement für Solovioline und Streicher legte 1999 der russische Komponist Leonid Desjatnikov vor, das weitere fünfzehn Zitate unterschiedlicher Länge aus Vivaldis Vier Jahreszeiten enthält.[1] Dabei trägt er dem Unterschied zwischen den Jahreszeiten in beiden Hemisphären Rechnung, indem er beispielsweise in Verano porteño (Frühling) Passagen aus L’inverno (Winter) anklingen lässt.